# Наровал
Наровал (англ. Narowal) — город в провинции Пенджаб, Пакистан, расположен в одноимённом округе. Население — 76 279 чел. (на 2010 год).

## История
Во время британского правления, Наровал был частью техсила Райя в округе Сиялкот. После получения независимости от Великобритании в 1947 году — стал столицей одноимённого техсила. В 1991 году округ Сиялкот был разделён и Наровал стал столицей округа.

## Географическое положение
Город расположен недалеко от реки Рави, на границе с Индией.

## Демография
| 1961   | 1972   | 1981   | 1998   | 2010   |
| ------ | ------ | ------ | ------ | ------ |
| 16 127 | 22 174 | 35 135 | 57 035 | 76 279 |